# Leudal
Leudal est une commune des Pays-Bas de la province du Limbourg néerlandais.
Leudal a été créée le 1er janvier 2007 par la fusion des anciennes communes de Haelen, Heythuysen, Hunsel et Roggel en Neer.
C'est sur le territoire de Leudal (ancienne commune de Haelen) que se trouve le village de Horn, qui a donné son nom au comté de Horn.